# Altöl

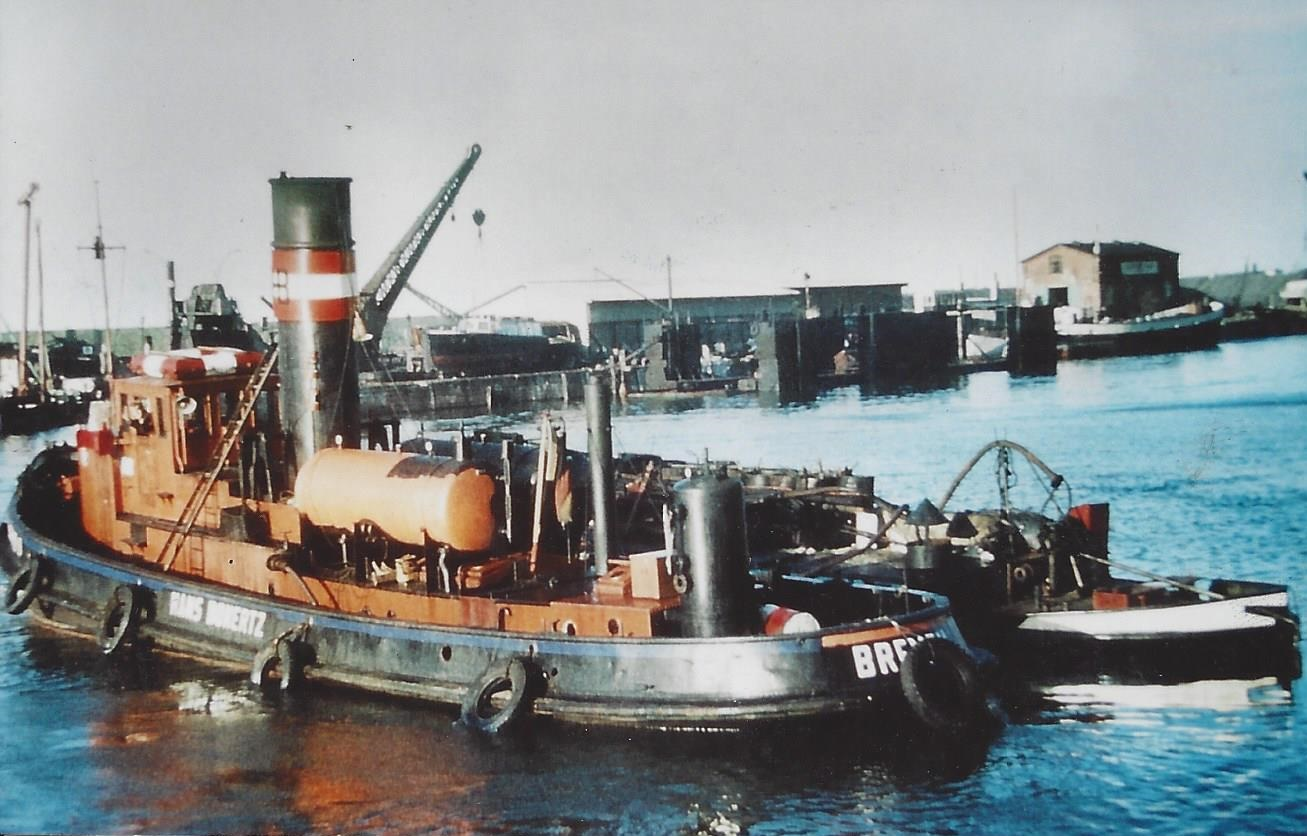
Dampfschlepper Vampyr II als Tankreinigungsschiff in Bremerhaven

Altöl bezeichnet allgemein verbrauchtes Öl, welches nicht mehr den Anforderungen für Schmierung oder Kühlung genügt. Im Speziellen steht der Begriff für verbrauchtes Öl aus technischen Anwendungen, z. B. Motoröl, Getriebeöl oder Hydrauliköl.

## Eigenschaften und Alterung von Ölen
Öl wird bei regulärer Benutzung in seinen Eigenschaften verändert. Nachfolgend einige Beispiele:
- Koch- und Bratöle nehmen Wasser und Fette auf und verändern ihre chemischen Eigenschaften durch die hohen Temperaturen in Anwesenheit von Wasser, Eiweißen und Kohlenhydraten. Die Öle werden teilweise gespalten, chemische Doppelbindungen brechen auf, es entstehen Fettsäuren, Acrylamid und weitere unerwünschte Verbindungen.
- Motor- und Maschinenöle reichern sich mit Wasser, anderen Schmier- und Betriebsstoffen sowie Fremdstoffen wie Aschen oder Metallabrieb an. Enthaltene Additive werden sukzessive verbraucht.
- In Verbrennungsmotoren sammeln sich Kraftstoffreste, Ruß und Aschen im Öl und werden von Additiven in der Schwebe gehalten. Durch thermische Belastungen entstehen neue und ggfs. auch giftige Verbindungen wie Dioxine.

## Rechtliches
Im Jahr 2002 wurde in Deutschland die  Altölverordnung modifiziert und trat in der geänderten Form am 16. April 2002 in Kraft. Maßgebliche Änderung war die Eingruppierung der verschiedenen Altöle in Sammelkategorien (I, II, III und IV). Mischungen unter den Ölen der verschiedenen Kategorien sind verboten, das heißt diese müssen sortenrein gesammelt und entsorgt werden. Alle Altöle der Sammelkategorie I sind vorrangig der stofflichen Verwertung zuzuführen.
Da Mineralöl das Trinkwasser verseuchen und dadurch ungenießbar machen kann, muss es zu dafür vorgesehenen Ölsammelstellen gebracht werden. Pflanzliche Öle und Fette fallen nicht unter die Altölverordnung, müssen jedoch ebenfalls ordnungsgemäß entsorgt werden. Gemäß der bis 2017 gültigen Verwaltungsvorschrift wassergefährdende Stoffe wurde Altöl in die höchste Wassergefährdungsklasse WGK 3 (= stark wassergefährdend) eingruppiert, es sei denn, es handelte sich um Altöl bekannter Herkunft. Seit 2017 ist die Einstufung in der Verordnung über Anlagen zum Umgang mit wassergefährdenden Stoffen (AwSV) geregelt.
In Deutschland sind alle Verkäufer von Schmierstoffen verpflichtet, gegen Vorlage des Kassenbons verbrauchtes Öl kostenlos, bis zur jeweils verkauften Menge, zurückzunehmen und der ordnungsgemäßen Entsorgung zuzuführen. Der Handel hat hierfür geeignete Rücknahmesysteme zur Verfügung zu stellen. Weiterhin besteht, auf kommunaler Ebene, die Möglichkeit, dass Verbraucher Altöl bei manchen Sammelstellen in haushaltsüblichen Mengen zurückgeben können. Die Rücknahme an Sammelstellen kann kostenpflichtig sein. Eine nicht sachgerechte Entsorgung von Altöl ist strafbar. Besonderheiten regelt zusätzlich das Kreislaufwirtschaftsgesetz.
In der Schweiz sind Mineralöle mit einer Entsorgungssteuer belegt. Zusätzlich müssen Firmen bei Abholung der verbrauchten Schmiermittel jedoch auch Entsorgungsgebühren bezahlen.

## Begrifflichkeit in den USA
Die EPA definiert den Begriff "Used Oil" als jedes Erdöl oder synthetisches Öl, das verwendet wurde und infolge einer solchen Verwendung durch physikalische oder chemische Eigenschaften verunreinigt ist. „Used Oil“ ist ein präziser regulatorischer Begriff. "Waste Oil" ist ein allgemeinerer Begriff für Öl, das mit Substanzen verunreinigt wurde, die gefährlich sein können oder nicht.